# Philipp Michel Novenianus
Philipp Mich(a)el Novenianus (* in Haßfurt; † 1563 in Halle (Saale)) war ein deutscher Mediziner und Schriftsteller.

## Leben
Novenianus studierte in Leipzig, wo er 1515 das philosophische Bakkalaureat erwarb. Anschließend war er Lehrer am Gymnasium in Göttingen und danach Rektor in Einbeck. 1518 erhielt er in Leipzig den Titel des Magisters. Um 1528 wurde er in Halle zum Ratsherrn ernannt und zum Doktor der Medizin promoviert.
Sein Bekanntheitsgrad war derart hoch, dass es 1556 zum persönlichen Leibarzt des Grafen Hans Hoyer von Mansfeld ernannt wurde, der ihm versprach, lebenslang 25 Taler zu zahlen und ein Ehrenkleid bereitzustellen. Seine erzielten Erfolge sorgten dafür, dass auch die nahen Verwandten des Grafen von Mansfeld Novenianus als ihren Leibarzt engagierten. So ernannte ihn 1557 Graf Hans Ernst und im gleichen Jahr auch Graf Hans Albrecht von Mansfeld zu ihrem Leibarzt und versprachen ihm die Zahlung einer entsprechend hohen Besoldung. Als zu Beginn der 1560er Jahre sich bei den Mansfelder Grafen eine zunehmende Verschuldung für alle offensichtlich bemerkbar machte, erhielt auch Noveniaus keine Besoldung mehr. Nachdem er sich beschwerte, entließ ihn Graf Hans Albrecht 1562 aus seinem Dienst als Landarzt, die anderen Grafen blieben ihm das Gehalt schuldig, sodass Novenianus auch keine Behandlungen der Grafen mehr durchführte.
Aus seiner Zeit als Leibarzt der Grafen von Mansfeld stammt seine bedeutsamste Publikation mit dem Titel Von den bösen umbflechtenden Bauchflüssen und Durchlauff ursprung..., die 1558 in Wittenberg bei Hans Lufft erschien und 23 Blätter umfasst. In dem der selbst als Rezeptautorin tätigen und für Martin Luther Arzneien anfertigenden Dorothea von Mansfeld (1493–1578), geborene von Solms, gewidmeten Werk gab er verschiedene nützliche Empfehlungen zur Ernährungsweise.
Novenianus hinterließ die beiden Söhne Hans Lorenz und Benno Mich(a)el Novenianus, die sich nach dem Leipziger Abschied 1574 um die Zahlung der Besoldung bemühten, die die Grafen von Mansfeld ihrem Vater schuldeten.

## Schriften
- Lucubratiunculae et carmina nonnulla: ad diversos quibus inter cetera nonnihil contra virorum obscurorum epistolarum obscurum authorem continetur. Valentin Schumann, Leipzig 1516.
- mit Christoph Hegendorf: Encomillum Sobrieta. Valentin Schumann, Leipzig 1519.
- Elementale Hebraicum. Valentin Schumann, Leipzig 1520.
- Declamatiuncula de literarum nostri temporis conditione. Martin Landsberg, Leipzig 1520.
- Oratio in lavdem Hebraicarvm literarvm Lipsiae, in freqventissimorvm eruditissimorvm consessv. 1521.
- Eyn schone verordnung vo[n] den, der Pestilentz, vrsachen, Zceychen, Erczneyen: mit sampt eynem nützlichen Regiment, Einem Erbarn Rathe der Churfürstlichen Stadt Halle, von dem ... Herrn Philippo Noueniano Hasfurtensi der Etzney Doctorn zugeschrieben. Valentin Schumann, Leipzig 1529.
- De Temperamentis sive complexionibus ac indicationibus curativis decreta. Melchior Lotter d. Ä., Leipzig 1534.
- Ein schöne vorordenung vnd Regiment/ aus grund der Ertzney die gesundtheit des menschen zu erhalten. Melchior Lotter d. Ä., Leipzig 1537.
- Von den bösen vmbflechtenden Bauchflüssen vnd Durchlauff vrsprung/ vrsachen vnd erkentnis/ vnd wie die zu curirn vnd zu vertreiben/ aus grund der Ertzney. Durch Doctorem Philippum Michel Nouenianum verfertiget. Anno 1558. den 31. Aug. Zu ehren [...] Frawen Dorothea/ Geborne von Solmnitz/ Greffin [...] zu Mansfeld vnd Heldrungen [et]c. Hans Lufft, Wittenberg 1558. (Digitalisat)
- Vom Bauchflus, so das Rotewehe, oder die Roterhur, Dysenteria, genant wird, item von Bauchflus Diarrhia genant, der vor dem Rotenwehe gemeiniglichen allewege pfleget vorher zugehen. Wo her sie entspringen, unnd was derselbigen Ursachen sein, auch wie man sie sol erkennen, und aus Grund der Ertzney curirn unnd Vertreiben ... Item, viel edler bewerter Ertzneyen, wider den unmessigen und hefftigen Bauchflus unnd Durchlauffen der Kinder, gestelt durch ... Gualterum Reiff. Um 1560-70.